# 1949年至1950年香港甲組足球聯賽
1949–50年香港甲組足球聯賽（英語：Hong Kong First Division Football League），是第 39 屆香港甲組足球聯賽，本屆聯賽共有 13 隊參賽球隊，冠軍是傑志，他們以 24 場 20 勝 3 和 1 合共取得 43 分。傑志隊第 2 次贏得港甲冠軍。

## 外部連結
- 香港足球總會官網（页面存档备份，存于）
- 香港甲組足球聯賽 歷屆冠軍（页面存档备份，存于）